# Хазельсдорф-Тобельбад
Хазельсдорф-Тобельбад (нем. Haselsdorf-Tobelbad) — община в Австрии, в федеральной земле Штирия. Входит в состав округа Грац. 
Население составляет 1251 человек (на 31 декабря 2005 года). Занимает площадь 7,00 км². Официальный код  —  60618.

## Политическая ситуация
Бургомистр общины — Хельмут Хольцапфель (СДПА) по результатам выборов 2005 года.
Совет представителей общины (нем. Gemeinderat) состоит из 15 мест.
- СДПА занимает 12 мест.
- АНП занимает 3 места.